# Ледюэ, Гийом
Гийо́м Ледюэ́ (фр. Guillaume Leduey, род. 20 марта 1989 года) — французский лингвист и полиглот из Гавра, скульптор. Известен тем, что в подростковом возрасте самостоятельно выучил вымерший эякский язык аборигенов Аляски, и с 2010 года принимает активное участие в кампании по возрождению языка.
Гийом — полиглот, он знает пять языков помимо эякского: французский, английский, немецкий, китайский, грузинский, а также немного говорит по-литовски. Он заинтересовался умирающим эякским, узнав о последней его носительнице, Мэри Смит Джонс, из Интернета. В 12 или 13 лет он заказал учебники, DVD и аудиоматериалы по эякскому, и стал учить его.
Гийом вступил в электронную переписку с Лорой Блисс Спаан (англ. Laura Bliss Spaan), автором обучающих фильмов, и встретился с ней, когда она была во Франции. Позже Гийом связался с Майклом Крауссом, и в июне 2010 года прилетел в Кордову, чтобы получить инструкции и отточить владение языком. Гийом под руководством Краусса занимался анализом эякских сказок. Вместе с Крауссом и Лорой Блисс Спаан они занимаются возрождением эякского языка, публикуя на различных сайтах эякские слова и фразы, помогая эякам изучать их язык — детей в XX веке наказывали за использование эякского в школе. Во время своего путешествия на Аляску Гийом также изучал традиции эяков, в частности, кулинарные.